# Алафузов, Владимир Антонович
Влади́мир Анто́нович Алафу́зов (17 июня 1901 — 30 мая 1966) — советский военно-морской деятель, адмирал (1944), кандидат военно-морских наук (1954), профессор (1955).

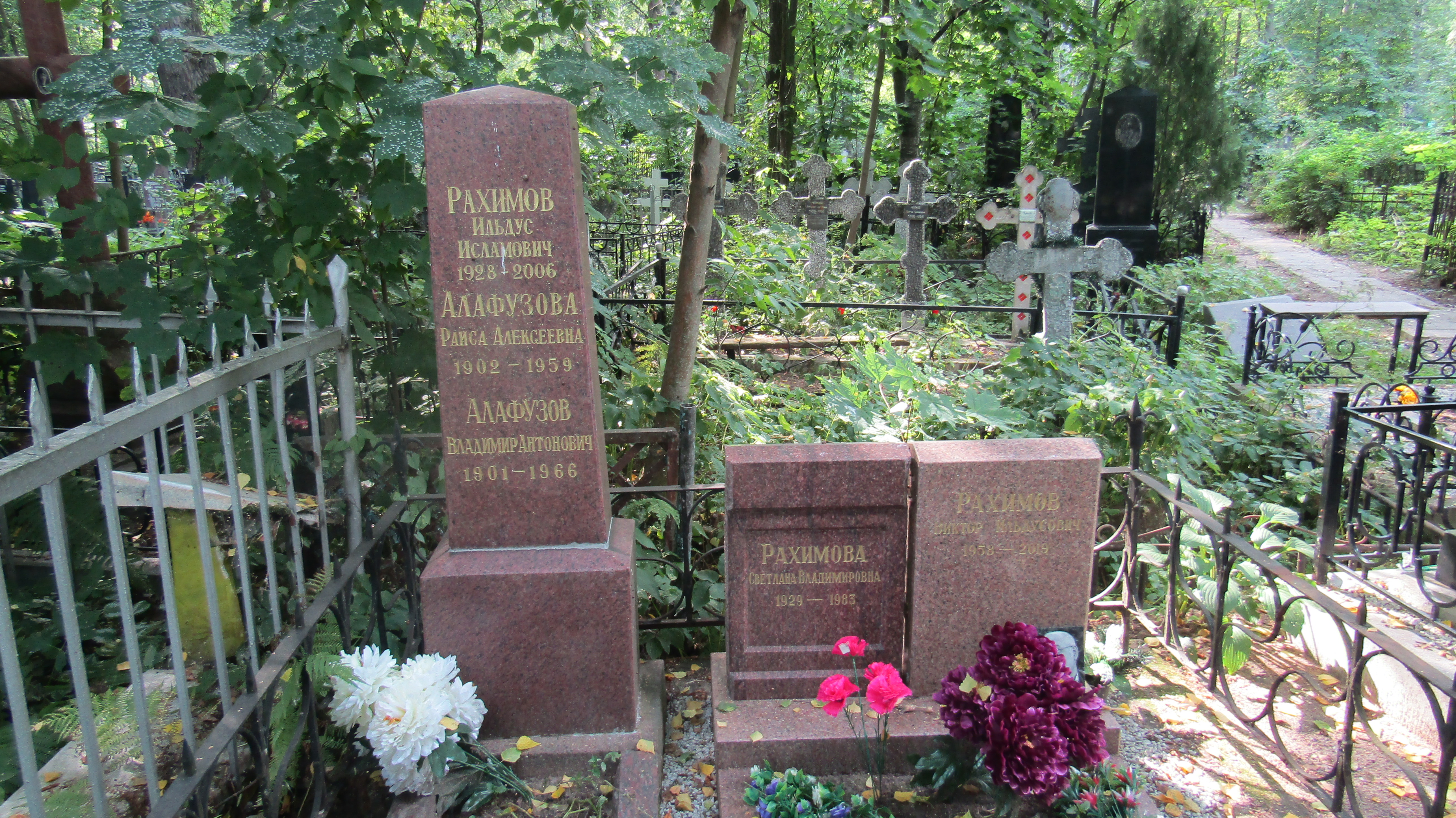
Могила В. А. Алафузова на Серафимовском кладбище, Санкт-Петербург.

## Биография
Родился 4 (17) июня 1901 года в городе Рига Лифляндской губернии.
Военную службу в РККФ начал 17 сентября 1918 года. Во время гражданской войны в России с 1918 по ноябрь 1921 года служил на Онежской военной флотилии на должностях сигнальщика канонерской лодки № 2 «Смелый» («Сильный»), затем на военном судне «Химеро». В 1919 году участвовал в боях с интервентами[какими?], был ранен. С 1 февраля 1920 года помощник военного комиссара порт-базы флотилии. С апреля 1920 года — помощник военного комиссара Гидрографического управления. С июня 1920 года служил рулевым гидрографического судна «Полюс» Морских сил Балтийского моря (МСБМ).
С ноября 1921 года В. А. Алафузов проходил обучение в Училище командного состава флота (Петроград), которое окончил в мае 1925 года. С 18 мая 1925 года по 20 января 1926 года служил помощником вахтенного начальника линкора «Марат». С 22 января 1926 года по 1 ноября 1927 года обучался в штурманском классе Специальных курсов комсостава ВМС РККА, после окончания которых вернулся на линкор «Марат», где проходил службу на должностях штурмана, а с 5 января 1929 года — старшего штурмана.
1 октября 1929 года направлен для обучения на военно-морской факультет Военно-морской академии имени К. Е. Ворошилова, который окончил 20 апреля 1932 года. Во время учёбы в академии познакомился и подружился с Н. Г. Кузнецовым, будущим народным комиссаром ВМФ. С 20 апреля 1932 года проходил службу на должностях начальника 1-го сектора 1-го отдела (оперативного отдела), а с 1 апреля 1935 года — начальника 2-го отдела (отдел боевой подготовки) штаба Морских сил Чёрного моря. С 30 декабря 1935 года В. А. Алафузов — исполняющий должность старшего помощника, а с 26 марта 1936 года назначен на должность старшего помощника командира крейсера «Красный Кавказ» Черноморского флота.
С апреля 1937 по апрель 1938 года, во время Гражданской войны в Испании, номинально числясь на должности старшего помощника крейсера «Красный Кавказ», капитан 3-го ранга Алафузов был направлен в служебную командировку в Испанию, где находился в качестве главного военно-морского советника при командующем республиканским флотом Испании. Непосредственно участвовал в боевых действиях. Так, находился на борту флагмана республиканского флота крейсера «Либертад» в морском бою у мыса Шершель 7 сентября 1937 года , успешно атаковавшем и повредившем флагманский корабль флота франкистов крейсер «Балеарес». «За образцовое выполнение специальных заданий Правительства» капитан 3-го ранга Алафузов был награждён орденом Красного Знамени.
9 мая 1938 года назначен на должность начальника оперативного управления Главного морского штаба ВМФ СССР (ГМШ) с полномочиями заместителя начальника Главного морского штаба. В октябре 1939 года, находясь на этой должности, в качестве члена Военно-морской комиссии СССР участвовал в переговорах с прибалтийскими странами.
В период Советско-финляндской войны 1939—1940 года с декабря 1939 года являлся представителем ГМШ на Краснознамённом Балтийском флоте, одновременно занимая должность заместителя командующего этим флотом. С 31 января 1940 года — командир военно-морской базы Палдиски.
8 марта 1940 года вернулся к исполнению обязанностей заместителя начальника Главного морского штаба ВМФ СССР. С 29 июля 1940 года — начальник Оперативного управления — заместитель начальника Главного морского штаба ВМФ СССР.
В этой должности вступил в Великую Отечественную войну, организуя по приказу наркома ВМФ Н. Г. Кузнецова приведение флотов в боевую готовность в ночь на 22 июня 1941 года. С 30 июня 1942 года исполнял обязанности начальника Главного морского штаба ВМФ СССР после тяжелого ранения начальника ГМШ адмирала И. С. Исакова. 13 февраля 1943 года назначен исполняющим обязанности начальника штаба Тихоокеанского флота. 16 июня 1944 года он был назначен на должность начальника Главного морского штаба ВМФ СССР.
За годы неоднократно выезжал по поручению командования ВМФ на фронт и выполнял ряд ответственных заданий, в том числе:
- участвовал в обороне Севастополя в конце 1941 года;
- в августе-сентябре 1942 года находился в районе действий Волжской военной флотилии в ходе Сталинградской битве, обеспечивая максимально эффективные действия и решая задачи по её усилению в ходе битвы;
- тогда же находился на Каспийской военной флотилии, организуя бесперебойную доставку нефтепродуктов из Баку и перевозок войск по Каспийскому морю;
- в декабре 1942 — январе 1943 года находился на Черноморском флоте, решая задачи налаживания тесного взаимодействия флота с сухопутными войсками при подготовке наступательного этапа битвы за Кавказ, а также вопросы усиления обороны баз флота от усиливающейся воздушной и подводной опасности;
- в апреле-августе 1944 года принимал непосредственное участие в операции Северного флота по обеспечению перехода из Великобритании линкора «Архангельск»[3];
- в апреле 1945 года оказывал помощь командованию Днепровской военной флотилией в ведении боевых действий на реке Одер и в ходе Берлинской наступательной операции.

В конце апреля 1945 года назначен на должность начальника Военно-Морской академии имени К. Е. Ворошилова. Одновременно с января по май 1942 и с августа по сентябрь 1945 года исполнял обязанности главного редактора журнала «Морской сборник».
12 января 1948 года В. А. Алафузов вместе с Н. Г. Кузнецовым, Л. М. Галлером и Г. А. Степановым по доносу  контр-адмирала В. И. Алфёрова был предан Суду чести Министерства Вооружённых Сил СССР под председательством Маршала Советского Союза Л. А. Говорова. В состав суда входили генерал армии М. В. Захаров, генерал-полковник Ф. И. Голиков, адмиралы П. С. Абанькин, Н. М. Харламов, Г. И. Левченко, вице-адмирал Н. М. Кулаков. Обвинение состояло в том, что в 1942—1944 годах они без разрешения Правительства СССР передали Великобритании и США секретные чертежи и описания высотной парашютной торпеды, дистанционной 130-мм гранаты, трофейной акустической системы с одной из потопленных немецких подводных лодок, нескольких корабельных артиллерийских систем, схемы управления стрельбой, а также некоторое количество секретных морских карт. Суд чести признал их виновными и постановил ходатайствовать перед Советом Министров СССР об их предании суду Военной коллегии Верховного суда СССР.
3 февраля 1948 года В. А. Алафузов был осуждён Военной коллегией Верховного суда СССР под председательством В. В. Ульриха за совершение преступления, предусмотренного ст.193-17 п. «а» УК РСФСР и приговорён к 10 годам лишения свободы. 10 февраля 1948 года постановлением Совета Министров СССР лишён воинского звания «адмирал». Отбывал срок не в лагере, а в тюрьме в одиночном заключении и только в 1952 году был переведён в общую камеру.
После смерти И. В. Сталина адмиралы Алафузов и Г. А. Степанов были освобождены (Л. М. Галлер умер в тюрьме в 1950 году). 13 мая 1953 года он был полностью реабилитирован и восстановлен в прежнем воинском звании «адмирал».
С мая 1953 года — заместитель начальника Военно-Морской академии имени К. Е. Ворошилова по учебно-преподавательской работе, с августа 1955 года — заместитель начальника Военно-Морской академии имени К. Е. Ворошилова по научной работе. С июня 1958 года — в отставке. Кандидат военно-морских наук (1954). Профессор (1955).
В 1958—1960 годах являлся научным референтом при Главкоме ВМФ СССР. С ноября 1960 года — ответственный редактор в Главной редакции «Морского атласа». С августа 1964 года — профессор-консультант Учёного совета Военно-Морской академии.
Скончался 30 мая 1966 года. Похоронен в Санкт-Петербурге на Серафимовском кладбище.

## Воинские звания
- Капитан 3-го ранга (май 1936)
- Капитан 2-го ранга (май 1938)
- Капитан 1-го ранга (февраль 1939)
- Флагман 2-го ранга (28.02.1940)
- Контр-адмирал (4.06.1940)
- Вице-адмирал (27.01.1944)
- Адмирал (26.09.1944)

## Награды
- Два ордена Ленина (22.10.1937, 21.02.1945)
- Три ордена Красного Знамени (14.11.1938, 3.11.1944, 30.04.1954)
- Орден Ушакова 1-й степени (5.11.1944)
- Орден Отечественной войны 1-й степени (22.02.1943)
- Орден Красной Звезды (21.04.1940)
- Медаль «За оборону Севастополя»
- Медаль «За оборону Сталинграда»
- Медаль «За взятие Берлина»
- Медали «За победу над Германией в Великой Отечественной войне 1941—1945 гг.» и «За победу над Японией»
- Юбилейные медали
- Именное оружие (1954)
- Медаль «Китайско-советская дружба» (КНР)[12]

## Сочинения
- Алафузов В. А. Линейный корабль. — Москва: Государственное военное издательство, 1931.
- Алафузов В. А. Доктрины германского флота. — Москва: Воениздат, 1956.
- Алафузов В. А. К выходу в свет труда «Военная стратегия». // «Морской сборник». — 1963. — № 1. — С.88-96.
- Алафузов В. А. Немецкая доктрина русского и советского флотов. // «Военно-исторический журнал». — 1964. — № 12. — С.100-105.